# Tracy-le-Val
Tracy-le-Val is een gemeente in het Franse departement Oise (regio Hauts-de-France). De plaats maakt deel uit van het arrondissement Compiègne. Tracy-le-Val telde op 1 januari 2022 1.041 inwoners.

## Geografie
De oppervlakte van Tracy-le-Val bedroeg op 1 januari 2022 4,69 vierkante kilometer; de bevolkingsdichtheid was toen 222 inwoners per km².

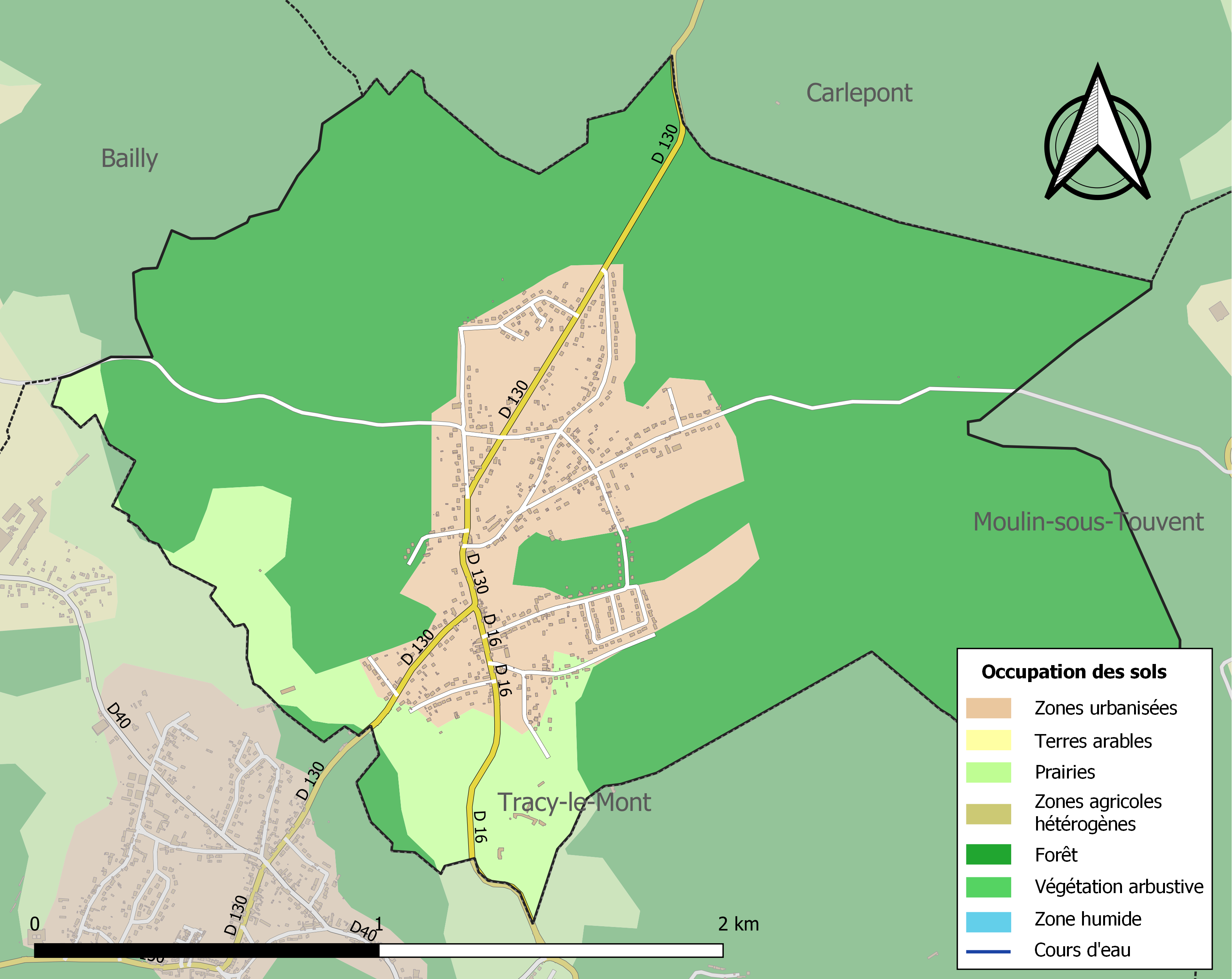
Kaart van de gemeente met belangrijkste infrastructuur, bodemgebruik en omliggende gemeenten

## Demografie
Onderstaande figuur toont het verloop van het inwonertal (bron: INSEE-tellingen).